# Distretto di Khlong Thom
Il distretto di Khlong Thom (in thailandese: คลองท่อม) è un distretto (amphoe) della Thailandia, situato nella provincia di Krabi.